# Christian Robin
Christian Julien Robin (12 de maig del 1943, Chaumont, Alt Marne) és un epigrafista, arqueòleg i orientalista francès especialitzat en l'Aràbia preislàmica.

## Biografia
Graduat de l'Institut d'Estudis Polítics de París (secció de Servei Públic, promoció del 1964), de l'Escola Nacional de Llengües Orientals Vives en «àrab literal» (1967) i de l'École pratique des hautes études (1978), fou investigador associat i posteriorment cap de recerca al Centre Nacional de la Recerca Científica entre el 1970 i el 2010. És igualment responsable de conferències a l'École pratique des hautes études, la Universitat Sorbona Nova i la Universitat d'Ais-Marsella.
Doctorat en lletres, esdevingué primer director adjunt i després (1997) director de l'Institut de Recerca i d'Estudis sobre el Món Àrab i Musulmà (IREMAM), director del Laboratori d'Estudis Semítics Antics i corresponent francès de l'Acadèmia de les inscripcions i llengües antigues (1997–2005). El 2011 fou nomenat investigador sènior de classe excepcional emèrit al Centre Nacional de la Recerca Científica (CNRS).
President de la subcomissió Àfrica-Aràbia de la comissió consultiva de les excavacions a l'estranger del ministeri d'Afers Exteriors i president del consell científic del Centre de Recerca Francès a Jerusalem, fou director de l'expedició arqueològica francesa a la República Àrab del Iemen (1978–1989), director de la missió Qataban (1988–2010), director de l'expedició arqueològica francesa a Tigre (1996) i responsable de la part francesa de l'expedició francosaudita de prospecció epigràfica a la regió de Najran (a partir del 2005).
Membre del consell editorial de diverses revistes acadèmiques, incloent-hi Saba i Raydan, i coeditor d'Inventaire des inscriptions sudarabiques, és president-fundador de la Société des Archéologues, Philologues et Historiens de l'Arabie i membre de l'Acadèmia de les inscripcions i llengües antigues des del 2005 en substitució de Jean Schneider; en fou president el 2017.

## Honors
- Cavaller de la Legió d'Honor
- Comandant de l'Orde de les Palmes Acadèmiques
- Comandant de l'orde de la cultura i de les arts de la República del Iemen.